# ミルチャ・カルタレスク
ミルチャ・カルタレスク（ルーマニア語: Mircea Cărtărescu, 1956年6月1日 - ）は、ルーマニアの作家。ブカレスト生まれ。

## 経歴
ブカレスト大学文学部でルーマニアの文学と言語学を研究し、1978年から詩集を出版し始める。1980年に卒業後、中等学校のルーマニア語教師や編集者、ルーマニア作家協会の職員、大学教員として働きつつ、創作・評論活動を開始した。ルーマニア革命後、現代ルーマニアを代表するポストモダン作家として注目されるようになった。

## 日本訳作品
- 『ぼくらが女性を愛する理由』住谷春也 訳 松籟社 東欧の想像力 2015年
- 『ノスタルジア』住谷春也 訳 作品社 2021年